# Communauté de communes du Haut-Perche
Die Communauté de communes du Haut-Perche ist ein ehemaliger französischer Gemeindeverband mit der Rechtsform einer Communauté de communes im Département Orne in der Region Normandie. Sie wurde am 28. Dezember 1995 gegründet und umfasste zuletzt sechs Gemeinden. Der Verwaltungssitz befand sich in der Commune nouvelle Tourouvre au Perche.

## Historische Entwicklung
Mit Wirkung vom 1. Januar 2017 wurde der Gemeindeverband mit der Communauté de communes du Pays de Longny-au-Perche zur  Nachfolgeorganisation Communauté de communes des Hauts du Perche fusioniert.

## Ehemalige Mitgliedsgemeinden
1. Beaulieu
2. Moussonvilliers
3. Normandel
4. Saint-Maurice-lès-Charencey
5. Tourouvre au Perche (Commune nouvelle)
6. La Ventrouze